# Farrea aculeata
Farrea aculeata är en svampdjursart som beskrevs av James Scott Bowerbank 1875. Farrea aculeata ingår i släktet Farrea och familjen Farreidae. Inga underarter finns listade i Catalogue of Life.